# Eagles of the Republic

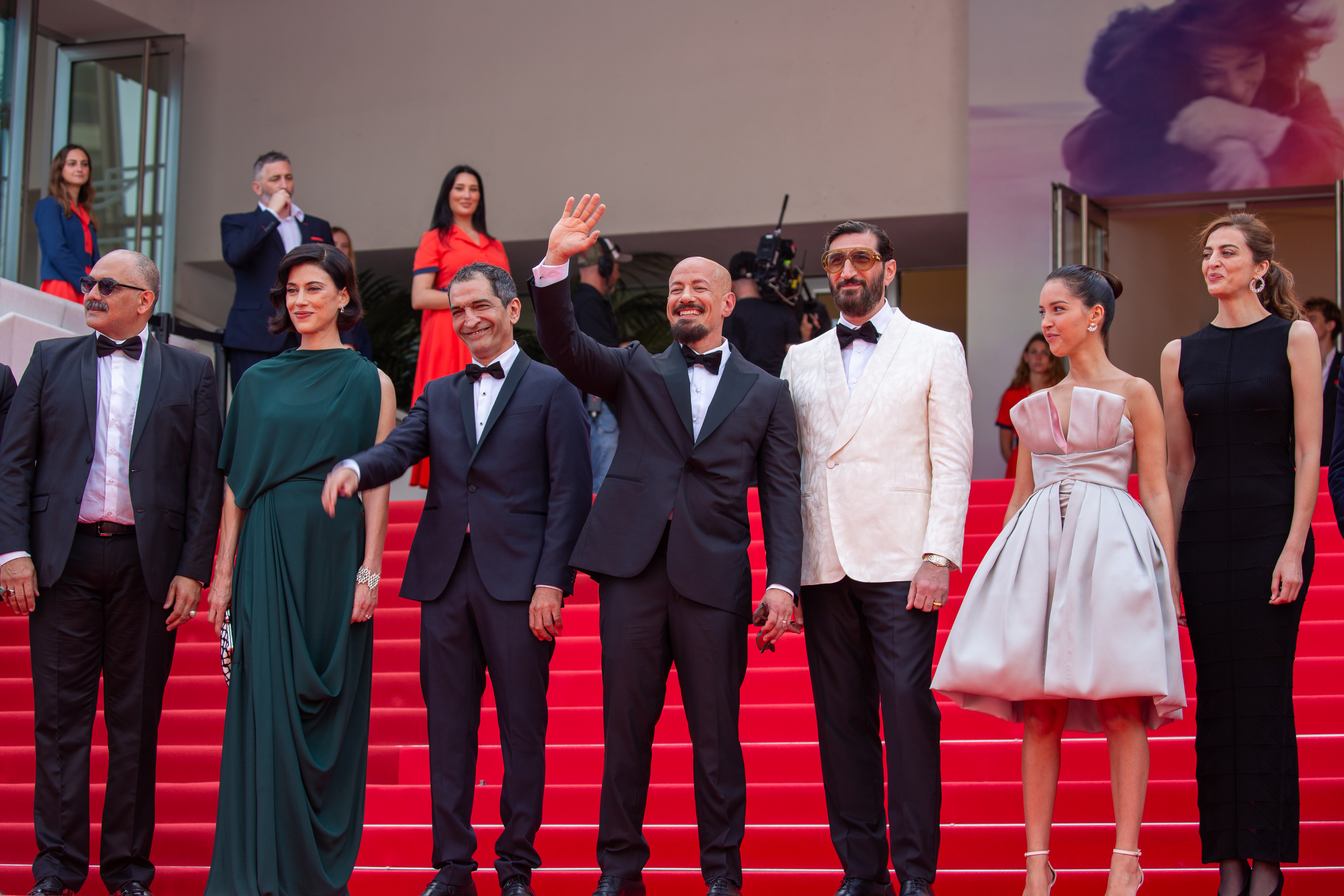
Regissören Tarik Saleh i mitten omgiven av filmens skådespelare i samband med premiären på Filmfestivalen i Cannes 2025.

Eagles of the Republic är en svensk dramafilm i regi av Tarik Saleh och med Fares Fares i huvudrollen. Det är den tredje och sista fristående filmen i Tarik Salehs Kairo-trilogi efter The Nile Hilton Incident och Boy from Heaven.
Filmen hade världspremiär den 19 maj 2025 på filmfestivalen i Cannes, där den visades i tävlan om Guldpalmen. Eagles of the Republic är planerad att ha biopremiär i Sverige den 14 november 2025, utgiven av SF Studios.

## Handling
Filmen handlar om Egyptens mest älskade skådespelare, George Fahmy. Han pressas att spela huvudrollen i en film och accepterar motvilligt.

## Rollista (i urval)
- Fares Fares – George Fahmy
- Lyna Khoudri – Donya
- Amr Waked – Dr. Mansour
- Zineb Triki – Suzanne
- Husam Chadat – General
- Ahmed Khairy – Fawzy
- Cherien Dabis – Rula
- Donia Massoud – George hustru
- Sherwan Haji – Yasser Islam
- Suhaib Nashwan – Ramy
- Tamer Singer – Tarik-Abdalla